# Балаваристан
Балаварістан (урду بلاوارستان, англ. Balawaristan), також відомий як Болорістан — історична назва контрольованих Пакистаном північних регіонів колишнього князівства Джамму та Кашмір (територія Гілгіт-Балтистан згідно адміністративно-територіальним поділом Пакистану). Назва Балаварістан відродилося і поширилося в останні роки внаслідок зростання сепаратистських настроїв.

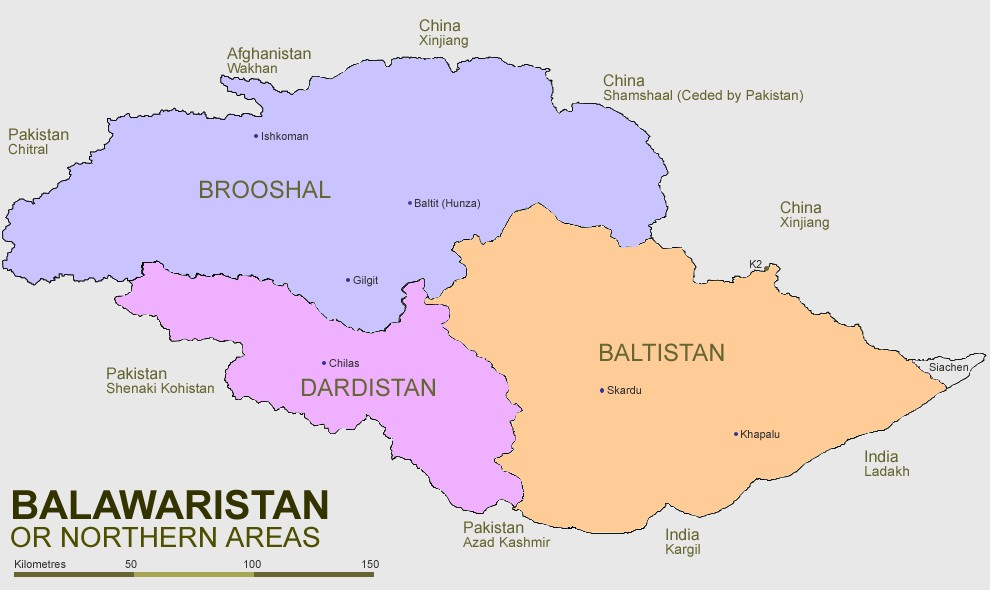

Перша згадка знаходиться в китайських джерелах з 8-го століття. Північні області включають Гілгіт, Скарду, Хунза, Ішкоман і Ясін.
Етнографічні області:
- Дардістан
- Балтистан
- Брушано

| Прапор Пакистану | Це незавершена стаття про Пакистан. Ви можете допомогти проєкту, виправивши або дописавши її. |